# الاكمه ولاحوات (حبيش)

تعديل مصدري - تعديل

الاكمه ولاحوات محلة تابعة لقرية النقطة، التابعة لعزلة الناحية بمديرية حبيش إحدى مديريات محافظة إب في الجمهورية اليمنية، بلغ تعداد سكانها 34 حسب تعداد اليمن لعام 2004.